# Товарково (Московская область)
Товарково — деревня в Рузском районе Московской области России, входит в состав сельского поселения Дороховское. Население 4 человека на 2006 год. До 2006 года Товарково входило в состав Старониколаевского сельского округа.
Деревня расположена в центральной части района, в 8 километрах к югу от Рузы, на правом берегу Москва-реки, на востоке к Товарково примыкает деревня Полуэктово, высота центра над уровнем моря 194 м.